# British and Irish Lions
British and Irish Lions (z ang. „Brytyjskie i Irlandzkie Lwy”; 1888–1950 British Isles, 1950–2001 British Lions) – zespół rugby, w którym występują zawodnicy z reprezentacji Anglii, Irlandii, Szkocji i Walii.
Do drużyny powoływani są, co do zasady, zawodnicy występujący na arenie międzynarodowej, chociaż faktem jest, że Lwem może być również zawodnik bez kariery reprezentacyjnej.

## Nazwa i symbole

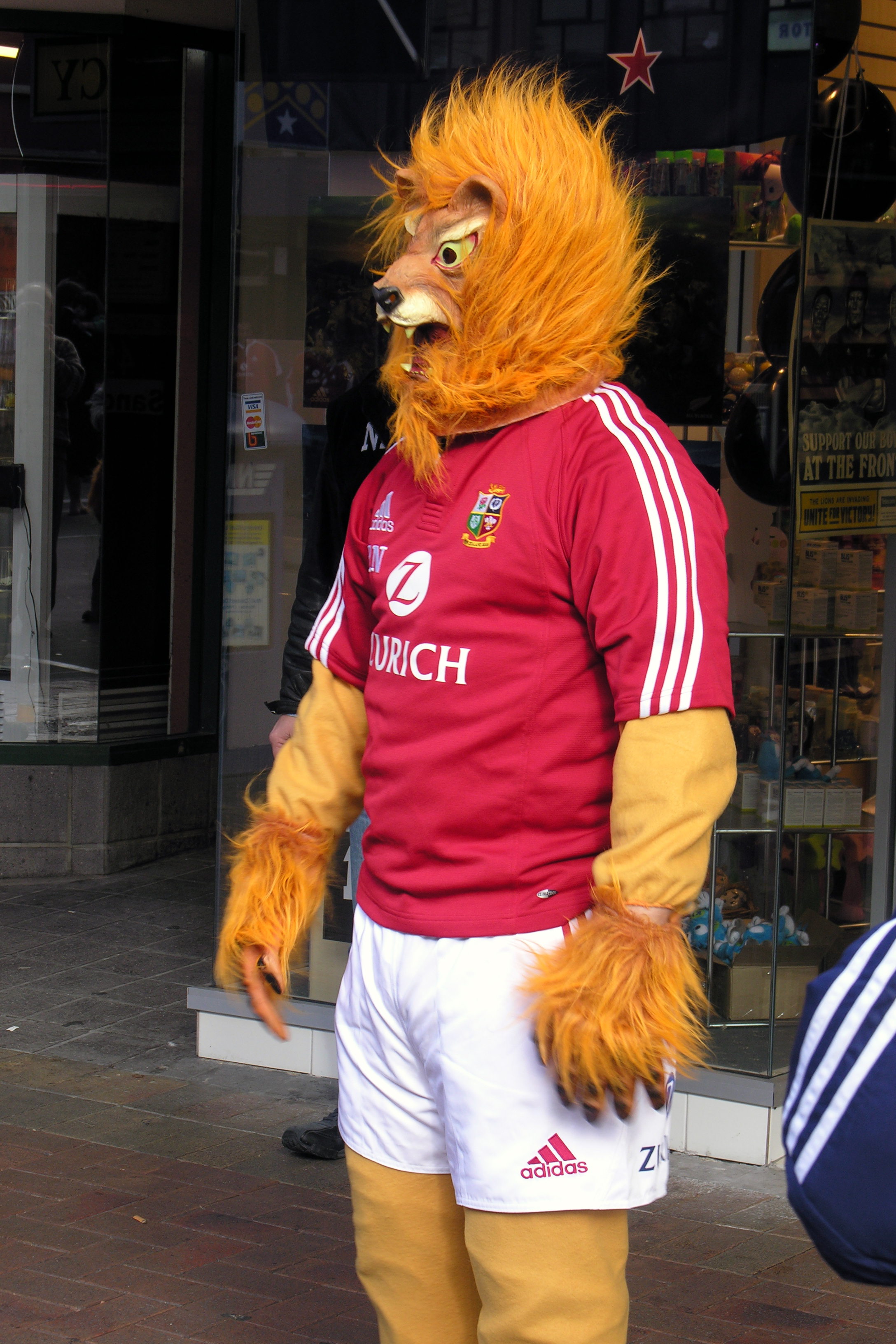
Maskotka drużyny

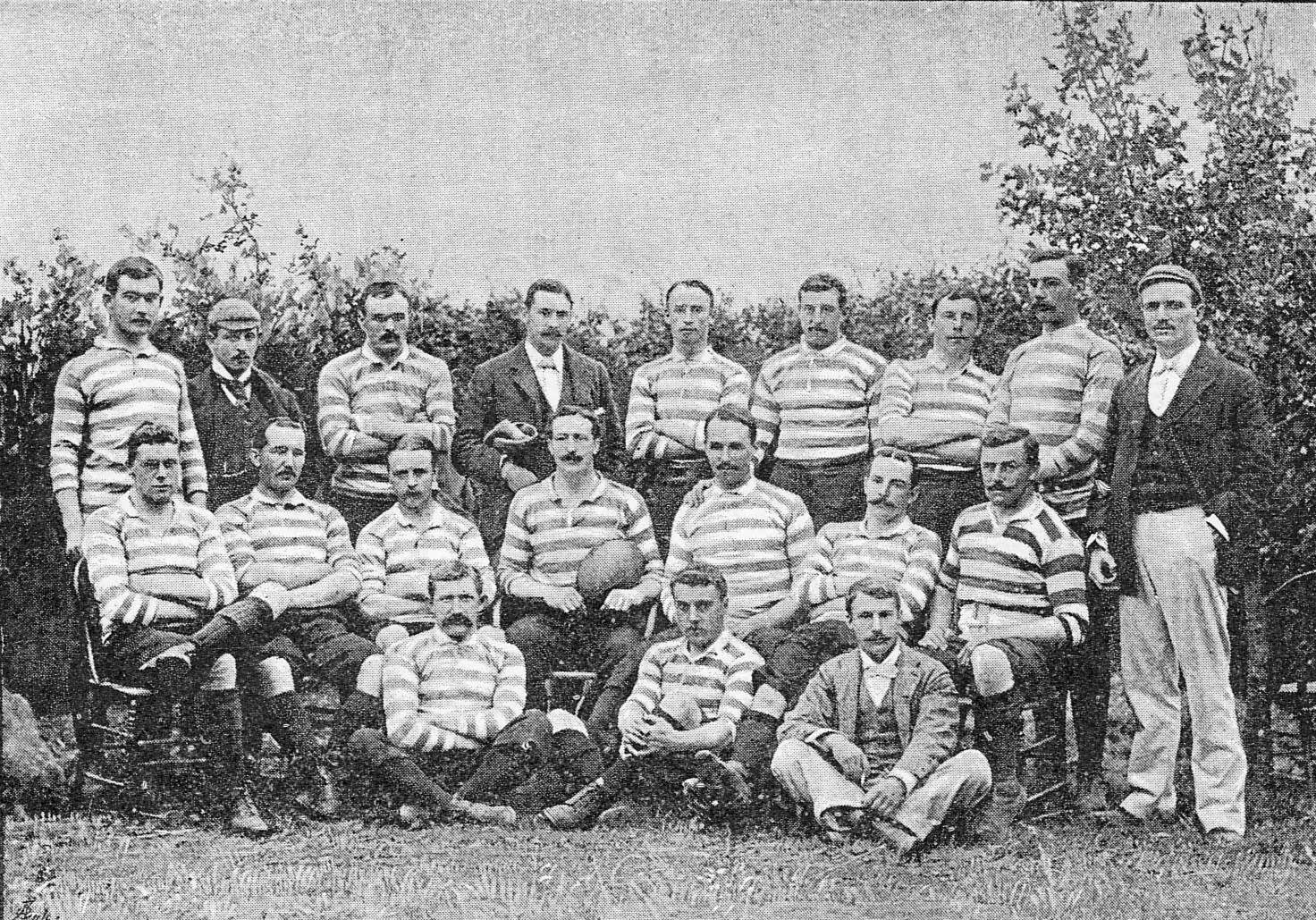
Reprezentanci Królestwa Wielkiej Brytanii i Irlandii w 1891 roku

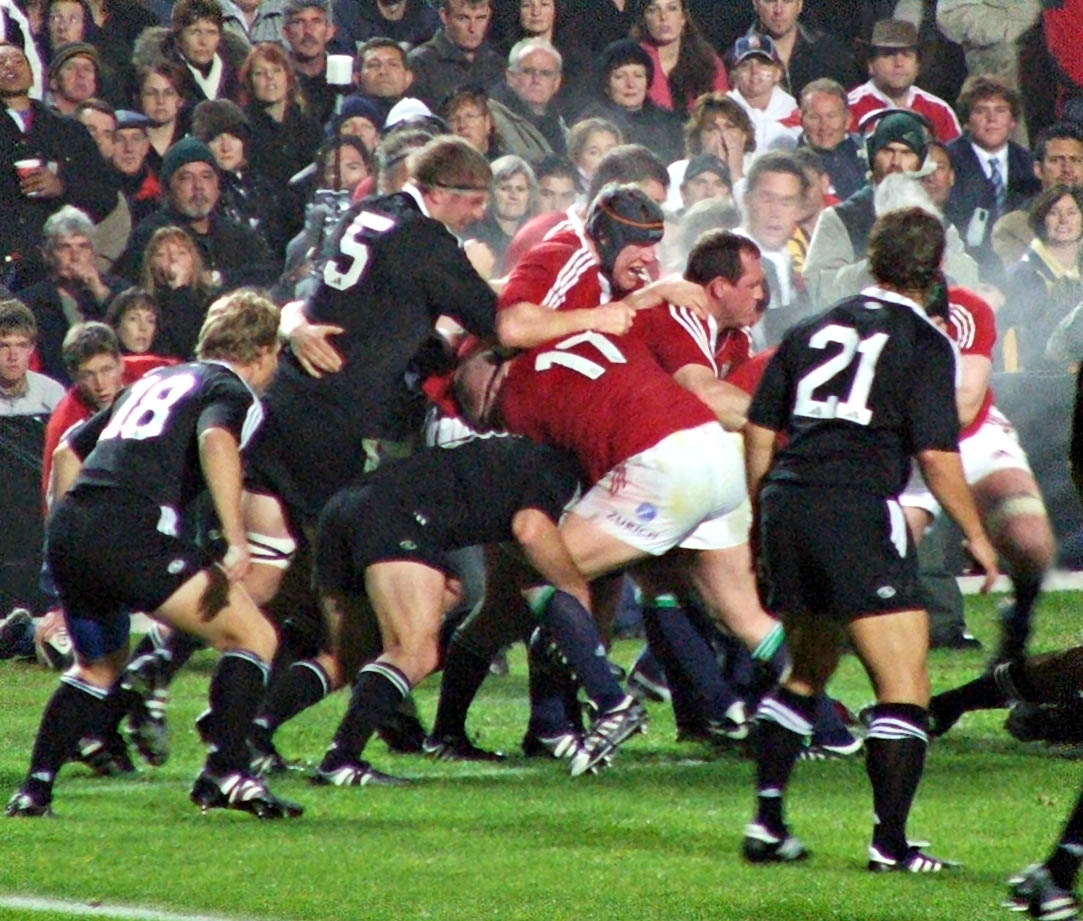
Lions – NZ Māori; 2005

Pierwotnie zespół używał nazwy Wyspy Brytyjskie. Podczas wyjazdu do Nowej Zelandii w 1950 roku oficjalnym przydomkiem stały się Lwy, po raz pierwszy użyte w tym kontekście przez brytyjskich dziennikarzy już w 1924 roku, w nawiązaniu do emblematu lwów na koszulkach i krawatach graczy. Do roku 2001 używano nazwy Brytyjskie Lwy, którą zmieniono na obecną, Brytyjskie i Irlandzkie Lwy, uwzględniającą niepodległość Irlandii. Często nazwa zespołu jest skracana - wówczas graczy określa się po prostu Lwami.
Jako że Lwy nie reprezentują jednego kraju, nie posiadają hymnu. Przed meczami w 2005 roku wprowadzono piosenkę „The Power of Four”, która jednak nie spotkała się z aprobatą kibiców.
Znakiem Lwów są połączone symbole czterech federacji: róża (Anglia), oset (Szkocja), koniczyna (Irlandia) i pióra, będące oznaką księcia Walii. Również strój Lwów oddaje mieszane pochodzenie drużyny. Czerwone koszulki odpowiadają koszulkom Walijczyków, białe spodenki to nawiązanie do graczy z Anglii, granatowe skarpety symbolizują Szkotów, a Irlandczycy reprezentowani są przez zielone wypustki na skarpetach.

## Historia
Pierwszy wyjazd wspólnej reprezentacji Wielkiej Brytanii i Irlandii na półkulę południową miał miejsce w roku 1888. Pierwszy wyjazd był przedsięwzięciem dość ryzykownym, bez jakiejkolwiek gwarancji zysku, jednak sześć kolejnych tras, które miały miejsce do 1910 roku, pozyskały drużynie rzeszę sympatyków i powszechną aprobatę, jako reprezentacji Imperium Brytyjskiego.
Reprezentacja rugbystów Wielkiej Brytanii uczestniczyła również w Igrzyskach Olimpijskich 1900 i 1908, jednak tamte reprezentacje organizowane były niezależnie od drużyny późniejszych Lwów.
W 1949 federacje Home Nations, czyli krajów Wysp Brytyjskich, utworzyły Komitet Wyjazdowy (Touring Comitee), a po raz pierwszy wszyscy zawodnicy w składzie mieli na swoim koncie występy międzynarodowe w 1950 roku, przed tournée do Nowej Zelandii.

## Współcześnie
Od 1989 roku zespół Lwów zwoływany jest regularnie co cztery lata (ostatnio w 2017 roku). Wcześniej, od 1924 roku, Brytyjskie Lwy spotykały się co trzy lata. Każdy z wyjazdów, a są to podróże głównie do krajów tzw. Trzech Narodów – Australii, RPA i Nowej Zelandii, składa się z serii spotkań przygotowawczych i meczów głównych (tests). Mecze sparingowe rozgrywane są zwykle przeciwko lokalnym klubom rugby lub reprezentacjom danych regionów. Zakończeniem cyklu są zazwyczaj trzy spotkania z krajem-gospodarzem. I tak na przykład w roku 2009 Lwy rozegrały spotkania z sześcioma południowoafrykańskimi klubami, reprezentacją B i, trzykrotnie, z drużyną Springbokke.
| Rok  | Gospodarz                                     | Kapitan                             | Trener                        | Najlepiej punktujący zawodnik w testmeczach | Wyniki meczów sparingowych                                      | Wyniki testmeczów                     |
| ---- | --------------------------------------------- | ----------------------------------- | ----------------------------- | ------------------------------------------- | --------------------------------------------------------------- | ------------------------------------- |
| 1888 | Australia Nowa Zelandia                       | Robert Seddon Andrew Stoddart       | Alfred Shaw Arthur Shrewsbury |                                             | 27–6–2                                                          |                                       |
| 1891 | Afryka Południowa                             | Bill Maclagan                       | Edwin Ash                     | Arthur Rotherham (4)                        | 17–0–0                                                          | 3–0–0 Afryka Płd.                     |
| 1896 | Afryka Południowa                             | Johnny Hammond                      | R. Walker                     | J.F. Byrne (12)                             | 17–0–0                                                          | 3–0–1 Afryka Płd.                     |
| 1899 | Australia                                     | Matthew Mullineux Frank Stout       | Matthew Mullineux             | Charlie Adamson (17)                        | 15–0–2                                                          | 3–0–1 Australia                       |
| 1903 | Afryka Południowa                             | Mark Morrison                       | Johnny Hammond                | John Gillespie (4)                          | 12–1–6                                                          | 0–2–1 Afryka Płd.                     |
| 1904 | Australia · Nowa Zelandia                     | David Bedell-Sivright               | Arthur O’Brien                | Percy Bush (20)                             | 13–1–1                                                          | 3–0–0 Australia · 0–0–1 Nowa Zelandia |
| 1908 | Nowa Zelandia · Australia                     | Arthur Harding                      | George Harnett                | Reggie Gibbs (3) Jack Jones (3)             | 13–0–7                                                          | 0–1–2 Nowa Zelandia                   |
| 1910 | Południowa Afryka                             | Tommy Smyth                         | W Cail Walter E. Rees         | John Spoors (9)                             | 12–3–6                                                          | 1–0–2 ZPA                             |
| 1910 | Argentyna                                     | John Raphael                        | R.V. Stanley                  |                                             |                                                                 | 1–0–0                                 |
| 1924 | Południowa Afryka                             | Ronald Cove-Smith                   | Harry Packer                  | Tom Voyce (6)                               | 9–2–6                                                           | 0–1–3 ZPA                             |
| 1927 | Argentyna                                     | David MacMyn                        | James Baxter                  |                                             |                                                                 | 4-0–0 Argentyna                       |
| 1930 | Nowa Zelandia · Australia                     | Doug Prentice                       | James Baxter                  | Carl Aarvold (9)                            | 19–0–4                                                          | 1–0–3 Nowa Zelandia 0–0–1 Australia   |
| 1936 | Argentyna                                     | Bernard Gadney                      |                               |                                             |                                                                 | 1–0–0 Argentyna                       |
| 1938 | Południowa Afryka                             | Sam Walker                          | Col. B.C. Hartley             | Vivian Jenkins (9)                          | m.in. 2 spotkania z Rodezją Południową                          | 1–0–2 ZPA                             |
| 1950 | Nowa Zelandia · Australia                     | Karl Mullen                         | Surgeon Captain L.B. Osborne  | Lewis Jones (26)                            | 20–0–6: - zwycięstwo nad Cejlonem                               | 0–1–3 Nowa Zelandia 2–0–0 Australia   |
| 1955 | Południowa Afryka                             | Robin Thompson                      | Jack Siggins                  | Jeff Butterfield (12)                       | 17–1–3                                                          | 2-0–2 ZPA                             |
| 1959 | Australia · Nowa Zelandia                     | Ronnie Dawson                       | O.B. Glasgow                  | David Hewitt (16)                           | 26–0–2                                                          | 2–0-0 Australia 1-0–3 Nowa Zelandia   |
| 1962 | Południowa Afryka                             | Arthur Smith                        | Harry McKibbin                |                                             | 16–3–2                                                          | 0–1-3 RPA                             |
| 1966 | Australia · Nowa Zelandia · Kanada            | David Watkins Mike Campbell-Lamerto | John Robins                   |                                             | 14–2–4: - zwycięstwo nad Kanadą                                 | 2-0–0 Australia 0–0-4 Nowa Zelandia   |
| 1968 | Południowa Afryka                             | Tom Kiernan                         | Ronnie Dawson                 |                                             | 15–0–1                                                          | 0–1–3 RPA                             |
| 1971 | Nowa Zelandia                                 | John Dawes                          | Carwyn James                  | Barry John (30)                             | 21–0–1                                                          | 2–1–1 Nowa Zelandia                   |
| 1974 | Południowa Afryka                             | Willie John McBride                 | Syd Millar                    | Phil Bennett (25)                           | 18–0–0: - zwycięstwo nad Rodezją                                | 3–1–0 RPA                             |
| 1977 | Nowa Zelandia · Fidżi                         | Phil Bennett                        | John Dawes                    | Phil Bennett (18)                           | 20–0–1: - porażka z Fidżi                                       | 1–0–3 Nowa Zelandia                   |
| 1977 | mecz u siebie przeciw Barbarian F.C.          |                                     |                               |                                             |                                                                 | 1–0–0 Barbarian F.C.                  |
| 1980 | Południowa Afryka                             | Bill Beaumont                       | Noel Murphy                   | Tony Ward (18)                              | 14–0–0                                                          | 1–0–3 RPA                             |
| 1983 | Nowa Zelandia                                 | Ciaran Fitzgerald                   | Jim Telfer                    | Ollie Campbell (15)                         | 12–0–2                                                          | 0–0–4 Nowa Zelandia                   |
| 1986 | mecz u siebie, przeciw drużynie Reszty Świata | Colin Deans                         | Mick Doyle                    |                                             |                                                                 | 0–0–1 Reszta Świata                   |
| 1989 | Australia                                     | Finlay Calder                       | Ian McGeechan                 | Gavin Hastings (28)                         | 9–0–0                                                           | 2–0–1 Australia                       |
| 1989 | mecz u siebie przeciw Francji                 | Philip Matthews                     |                               |                                             |                                                                 | 1–0–0 Francja                         |
| 1993 | Nowa Zelandia                                 | Gavin Hastings                      | Ian McGeechan                 | Gavin Hastings (38)                         | 6–0–4                                                           | 1–0–2 Nowa Zelandia                   |
| 1997 | Południowa Afryka                             | Martin Johnson                      | Ian McGeechan                 | Neil Jenkins (41)                           | 7–0–1                                                           | 2–0–1 RPA                             |
| 2001 | Australia                                     | Martin Johnson                      | Graham Henry                  | Jonny Wilkinson (36)                        | 6–0–1: - porażka z Australią A                                  | 1–0–2 Australia                       |
| 2005 | mecz u siebie, przeciw Argentynie             | Brian O’Driscoll                    | Clive Woodward                | Jonny Wilkinson (20)                        |                                                                 | 0–1–0 Argentyna                       |
| 2005 | Nowa Zelandia                                 | Brian O’Driscoll Gareth Thomas      | Clive Woodward                | Jonny Wilkinson (31)                        | 7–1–1: - remis z Argentyną - porażka z NZ Māori                 | 0–0–3 Nowa Zelandia                   |
| 2009 | Południowa Afryka                             | Paul O’Connell                      | Ian McGeechan                 | Stephen Jones (39)                          | 6–1–0: - remis z Emerging Springboks                            | 1–0–2 RPA                             |
| 2013 | Australia                                     | Sam Warburton Alun Wyn Jones        | Warren Gatland                | Leigh Halfpenny (49)                        | 6–0–1: - przegrana z Brumbies                                   | 2–0–1 Australia                       |
| 2017 | Nowa Zelandia                                 | Sam Warburton Peter O’Mahony        | Warren Gatland                | Owen Farrell (31)                           | 4-1-2 - remis z Hurricanes - przegrane z Blues oraz Highlanders | 1-1-1 Nowa Zelandia                   |